# Phthiracarus robertsi
Phthiracarus robertsi är en kvalsterart som beskrevs av Sheals 1965. Phthiracarus robertsi ingår i släktet Phthiracarus och familjen Phthiracaridae. Inga underarter finns listade i Catalogue of Life.